# Palilalia
Palilalia é a repetição ou imitação de eco feitas por uma pessoa relativamente a palavras acabadas de proferir por essa mesma pessoa. Trata-se de um tique complexo, como a ecolalia, e coprolalia. Todos estes distúrbios podem ser sintomas de síndrome de Tourette, síndrome de Asperger ou autismo.
A palilaria pode ocorrer também na Paralisia Supranuclear Progressiva.